# Semiothisa subfulva
Semiothisa subfulva är en fjärilsart som beskrevs av W. Warren 1906. Semiothisa subfulva ingår i släktet Semiothisa och familjen mätare. Inga underarter finns listade i Catalogue of Life.